# One Thousand Roads to Mecca
One Thousand Roads to Mecca: Ten Centuries of Travelers Writing about the Muslim Pilgrimage („Tausend Wege nach Mekka: Zehn Jahrhunderte über ihre Pilgerfahrt schreibende Reisende“) ist ein Buch des amerikanischen Autors Michael Wolfe. Es ist eine von ihm herausgegebene und eingeleitete Sammlung von Reisetagebüchern mit muslimischen Pilgerreisen nach Mekka, die 1999 in New York City bei der Grove Press erschien. Sie umfasst zwanzig Berichte aus über zehn Jahrhunderten. Das Werk veranschaulicht viele Aspekte der Haddsch, der Pilgerreise nach Mekka, die für jeden Muslim verpflichtend ist.
Darin enthalten sind klassische Berichte, wie die von Nāsir-i Chusrau, Ibn Dschubair und Ibn Battuta, bis hin zu zeitgenössischen Pilgerreisen, wie die von Michael Wolfe selbst im Jahr 1990.

## Übersicht
- Naser-e Khosraw, Persien, 1050
- Ibn Jubayr, Spanien, 1183/84
- Ibn Battuta, Marokko, 1326
- Ludovico di Varthema, Bologna, 1503
- A Pilgrim with No Name, Italien, 1575
- Joseph Pitts, England, 1685
- Ali Bey al-Abbasi, Spanien, 1807
- John Lewis Burckhardt, Schweiz, 1814
- Sir Richard Burton, Vereinigtes Königreich, 1953
- Her Highness Sikandar, the Begum of Bhopal, Indien, 1864
- John F. Keane, Anglo-Indien, 1877/78
- Mohammad Hosayn Farahani, Persien, 1885/86
- Arthur J. B. Wavell, Anglo-Afrika, 1908
- Eldon Rutter, Vereinigtes Königreich, 1925
- Winifred Stegar, Australien, 1927
- Muhammad Asad, Galizien, 1927
- Harry St. John Philby, Vereinigtes Königreich, 1931
- Lady Evelyn Cobbold, Vereinigtes Königreich, 1933
- Hamza Bogary, Mekka, 1947
- Jalal Al-e Ahmad, Iran, 1964
- Malcolm X, Vereinigte Staaten, 1964
- Saida Miller Khalifa, Vereinigtes Königreich, 1970
- Michael Wolfe, Vereinigte Staaten, 1990

## Bibliographische Angaben
- Michael Wolfe: One thousand roads to Mecca : ten centuries of travelers writing about the Muslim pilgrimage. Edited and introduced by Michael Wolfe. New York: Grove Press 1997, ISBN 0-8021-3599-4 (Online-Teilansicht)